# Рошто, Доминик
Домини́к Рошто́ (фр. Dominique Rocheteau; 14 января 1955, Сент, Приморская Шаранта, Франция) — французский футболист, нападающий, глава Национальной комиссии по этике Федерации футбола Франции.

## Биография
Рошто начал свою профессиональную карьеру в «Сент-Этьене», который в то время был самым успешным и популярным футбольным клубом Франции. Рошто был юрким и острым правым крайним и получил от болельщиков прозвище «Зелёный ангел». Гол 21-летнего Рошто в дополнительно время матча 1/4 финала Кубка чемпионов 1975/76 принёс «Сент-Этьену» победу над киевским «Динамо» (0:2 в гостях и 3:0 дома). Из-за травмы он смог сыграть только последние 8 минут в финале Кубка чемпионов 1975/76, который «Сент-Этьен» проиграл «Баварии» (0:1). В составе «Сент-Этьена» он трижды выигрывал чемпионат Франции в 1974—1976 годах и один раз Кубок Франции в 1977 году. В 1980 году он перешёл в «Пари Сен-Жермен», с которым выиграл ещё один чемпионат Франции (в 1986 году) и два Кубка Франции (в 1982 и 1983 годах). В 1987 году Рошто перешёл в «Тулузу», за которую провёл два сезона, после чего завершил карьеру в 1989 году.
В составе сборной Франции в период с 1975 по 1986 год Рошто провёл 49 матчей, в которых забил 15 голов. Он принимал участие в чемпионатах мира 1978, 1982 и 1986 годов. В 1986 году в Мексике вместе со сборной Франции стал обладателем бронзовых медалей чемпионата мира. Принимал участие в победном для Франции чемпионате Европы 1984 года (из-за травмы Рошто не смог сыграть в финальном матче).
Помимо футбола также известен тем, что имеет радикальные левые взгляды и симпатизирует троцкистским силам — Революционной коммунистической лиге и партии «Рабочая борьба».

## Достижения

### Клубные
- Чемпион Франции (4): 1973/74, 1974/75, 1975/76 (в составе «Сент-Этьена»), 1985/86 (в составе «Пари Сен-Жермен»)
- Обладатель Кубка Франции (3): 1976/77 (в составе «Сент-Этьена»), 1981/82, 1982/83 (в составе «Пари Сен-Жермен»)
- Финалист Кубка европейских чемпионов: 1975/76 (в составе «Сент-Этьена»)

### В сборной
- Чемпион Европы: 1984
- Бронзовый призёр чемпионата мира: 1986